# The Innocent (1985)
The Innocent é um filme de drama de 1985, realizado por John Mackenzie, e com a participação de Andrew Hawley, Kate Foster, Miranda Richardson e Liam Neeson, e cuja ação decorre nos Yorkshire Dales nos anos 30. O filme foi adaptado do romance de Tom Hart The Aura and the Kingfisher.

## Enredo
A história gira à volta de um jovem epilético e das suas dificuldades crescendo numa aldeia operária do Yorkshire, sujeito à possibilidade de ser internado, e que se torna cúmplice de um poeta com um caso com uma mulher casada, levando mensagens entre os dois.

## Festival de Cannes
O filme foi apresentado no Festival de Cannes de 1985, na "Quinzena dos Realizadores", tendo tido uma receção favorável.